# Maitreyanatha
Maitreyanātha, Maitreya-nātha (nātha : protecteur, maître) ou Maitreya (chinois : mílè 彌勒; jap. : Miroku), IIIe – Ve siècles, est considéré comme l’un des fondateurs de l’école Cittamātra avec Asanga et Vasubandhu. Personnage mystérieux, il apparaît seulement comme auteur de textes importants de l’école, en concurrence avec Asanga. Il est selon toute probabilité un maître de ce dernier, et dans sa biographie, il est identifié  au bodhisattva Maitreya. Il aurait vécu entre 270 et 350 (mais les dates sont incertaines), et une mention le fait venir de Shambhala (Begrâm ou Kapisha, au nord de l’actuelle Kaboul). 

## Ouvrages attribués à Maitreyanātha ou Asanga
Le nombre d'œuvres qui lui sont attribuées varient entre les traditions tibétaine et chinoise. 
- Yogācārabhūmi śāstra[1] (Traité des terres de bodhisattva) - ti : sa sde lnga - ch : Yújiāshīdì lùn (瑜伽師地論), décrivant les étapes de la voie de bodhisattva
  - Yogācāra-bhūmi - tib: rnal‘byor spyod pa’i sa
  - Yogācāra-bhūmi-niranaya-samgraha - tib: rnal byor spyod pa’i sa las gtan la phab pa’i bsdu ba
  - Yogācāra-bhūmau vastu-samgraha - tib: rnal ‘byor spyod pa’i sa las gzhi bsdu ba
  - Yogācāra-bhūmi paryaya-samgraha - tib: rnal ‘byor spyod pa’i sa las rnam grangs bsdu ba
  - Yogācāra-bhūmi vivarana-samgraha - tib: rnal ‘byor spyod pa’i sa las rnam par bshad pa’i bsdu ba
- Panca maitreyograntha (Les cinq traités de Maitreya) - ti : byams chos sde lnga
  - Mahāyāna-sūtrālamkāra-kārikā (Ornement des mahāyāna-sūtras) - ti : theg pa chen po mdo sde’i rgyan, commentaire de Vasubandhu
  - Dharmadharmata vibhāga[1] (Discrimination entre existence et essence) - ti : chos dang chos nyid rnam par ‘byed pa – ch : Fēnbié yújiā lùn (分別瑜伽論), commentaire de Vasubandhu
  - Madhyanta-vibhāga karika[1] (Discrimination entre le milieu et les extrêmes) - ti : dbus dang mtha’ rnam par ‘byed pa – ch : Biànzhōngbiān lùn (辯中邊論), commentaires de Vasubandhu et Sthiramati
  - Abhisamaya-alamkara[1] prajñāpāramitā upadeśa śāstra (Ornement de la réalisation)
  - Ratna-gotra-[1]vibhāga ou [Mahāyāna] Uttaratantraśāstra (Traité sur la nature de bouddha – ti : rgyud bla ma – ch : Dàchéng wúshàngyàoyì lùn (大乘無上要義論), texte faisant le lien entre sutras et tantras